# Świat według Kiepskich
Świat według Kiepskich („Svět podle Kiepských“) je polský komediální seriál vysílaný na Polsatu od 16. března 1999. Produkovala jej ATM Grupa a šlo o jeden z nejdéle vysílaných polských seriálů. V červnu 2022 Polsat TV oznámila ukončení jeho výroby.
Seriál stigmatizoval různé nedostatky (vulgarismy, lenost, sobectví, alkoholismus, patologie, apatie, hrubost) a stereotypy polských rodin, opíral se o jednoduchý humor a vtipný jazyk postav.
Seriál byl vysílán také na Ukrajině jako Sprawy Kiepskich (ukrajinsky Справи Кепських) v rámci ICTV. V roce 2010 se dočkal samostatné ukrajinské verze s názvem Niepruchi.